# 1887年ウィンブルドン選手権
1887年 ウィンブルドン選手権（1887ねんウィンブルドンせんしゅけん、The Championships, Wimbledon 1887）に関する記事。イギリス・ロンドン郊外にある「オールイングランド・ローンテニス・アンド・クローケー・クラブ」にて開催。

## 大会の流れ
- 男子シングルスは1878年、女子シングルスは1886年から「チャレンジ・ラウンド」（Challenge Round, 挑戦者決定戦）と「オールカマーズ・ファイナル」（All-Comers Final）方式で優勝を決定していた。大会前年度優勝者を除く選手は「チャレンジ・ラウンド」に出場し、前年度優勝者への挑戦権を争う。前年度優勝者は、無条件で「オールカマーズ・ファイナル」に出場できる。チャレンジ・ラウンドの勝者と前年度優勝者による「オールカマーズ・ファイナル」で、当年度の選手権優勝者を決定した。
- この年は、男子シングルスの前年度優勝者ウィリアム・レンショーが欠場した。前年度優勝者が出場しなかった場合は「オールカマーズ・ファイナル」がなくなるため、チャレンジ・ラウンドの決勝結果を優勝記録表に掲載する。
- 初期の女子シングルスでは、チャレンジ・ラウンドにエントリーする選手が少なく、この年は5名のみだった。
- 初期のウィンブルドン選手権のように、外国人出場者が少なかった時期は、地元イギリス人選手の国旗表示を省略する。

## 大会前年度優勝者
- 男子シングルス：ウィリアム・レンショー　［大会不参加］
- 女子シングルス：ブランチ・ビングリー
- 男子ダブルス：ウィリアム・レンショー＆アーネスト・レンショー　［W・レンショーが大会不参加］

## 男子シングルス

### チャレンジラウンド
準々決勝
- ハリー・グローブ vs. パトリック・バウズ・リオン　6-3, 6-2, 10-8
- ハーバート・ローフォード vs. オズワルド・ミルン　7-5, 6-0, 6-3
- アーネスト・レンショー vs. アーネスト・ルイス　7-5, 6-2, 6-4
- チャールズ・レーシー・スウィート vs. ウィルフレッド・ミルン　6-2, 6-2, 4-6, 6-1

準決勝
- ハーバート・ローフォード vs. ハリー・グローブ　4-6, 6-3, 7-5, 7-5
- アーネスト・レンショー vs. チャールズ・レーシー・スウィート　不戦勝

決勝
- ハーバート・ローフォード vs. アーネスト・レンショー　1-6, 6-3, 3-6, 6-4, 6-4　（ここで優勝決定。ローフォードが本大会の優勝者になる）

## 女子シングルス

### チャレンジラウンド
1回戦
- ロッティ・ドッド　試合なし → 準決勝へ
- B・ジェームズ vs. エディット・モード・シャックル　8-6, 6-2
- エディット・メアリー・コール　試合なし → 準決勝へ
- J・シャックル　試合なし → 準決勝へ

準決勝
- ロッティ・ドッド vs. B・ジェームズ　6-1, 6-1
- エディット・メアリー・コール vs. J・シャックル　6-4, 6-1

決勝
- ロッティ・ドッド vs. エディット・メアリー・コール　6-2, 6-3

### オールカマーズ決勝
- ロッティ・ドッド vs. ブランチ・ビングリー　6-2, 6-0　（ドッドが本大会の優勝者になる。当時15歳9ヶ月）

## 決勝戦の結果
男子シングルス
- ハーバート・ローフォード vs. アーネスト・レンショー　1-6, 6-3, 3-6, 6-4, 6-4　［チャレンジラウンド決勝］

女子シングルス
- ロッティ・ドッド vs. ブランチ・ビングリー　6-2, 6-0　［オールカマーズ決勝］

男子ダブルス
- ハーバート・ウィルバーフォース＆パトリック・バウズ・リオン vs. ジェームズ・クリスプ＆バラット・スミス　7-5, 6-3, 6-2　［チャレンジラウンド決勝］